# НАШКРЫМ
НАШКРЫМ — антология современных поэтических текстов о Крыме на русском языке, выпущенная в 2014 г. издательством «КРиК» (США) и включающая произведения 120 авторов из России, Украины, Крыма, Германии, Франции, Италии, Латвии, Израиля, Ирландии, Австралии и США.
Название проекта НАШКРЫМ — «очевидная инверсия главного российского политического лозунга уходящего года недвусмысленно ставит проект в открытую оппозицию господствующей в России идеологии» — пишет BBC.
Составителями проекта стали известные литераторы Игорь Сид (Россия), Геннадий Кацов (США).
По их мнению, «Данная антология — своего рода поэтический миротворческий манифест, попытка возвращения Крыма из пространства раздора в пространство литературы и интеллектуального диалога, из геополитики в геопоэтику»
В антологии собраны поэтические тексты известных поэтов, многие из которых являются значимыми фигурами в актуальном литературном процессе.
Официальная презентация проекта НАШКРЫМ и одноименной печатной антологии состоялась 31 января 2015 года в Нью-Йорке.
Мероприятие с участием поэтов и музыкантов собрало аншлаг в Центральной Бруклинской Публичной библиотеке, одной из самых престижных литературных площадок Нью-Йорка.. В апреле и мае 2015 года прошли две презентации проекта в Москве. Первая из них прошла 16 апреля в рамках празднования всемирного Дня поэзии ЮНЕСКО в Русском ПЕН-Центре, вторая - 21 мая в московском «Музее литературы Серебряного века», известном также как «Дом В.Я. Брюсова»

## Идея проекта и издания
Идея создания миротворческого поэтического сборника родилась весной 2014 года, после российской аннексии Крыма и эта тема стала яблоком раздора. Тогда создатели проекта решили создать нечто объединяющее.
Вот что сказал в интервью на радио «Свобода» один из составителей антологии Игорь Сид:

— Наш сборник — это не только вклад в сокровищницу современных геопоэтических (связанных с территориями и ландшафтами) текстов. Очень важно, что это еще и вклад в будущий общественный диалог вокруг Крыма, одна из немногих известных мне конструктивных акций в этом направлении.
Я считаю, что мы с Геннадием Кацовым, как уроженцы Крыма, были обязаны предпринять усилие по созданию такого диалогового поля. В результате нелегитимного, в плане международного законодательства, решения о выходе Крыма из состава Украины наша малая родина и наши земляки оказались в патовом положении. Теперь крымчане поражены в правах, они стали заложниками этой ситуации на неизвестный период времени. Каким будет выход из конфликта, заранее сказать трудно, но решение должно быть мирным и компромиссным, чтобы были удовлетворены, насколько это возможно, интересы всех сторон конфликта.

Еще до выхода печатной версии антологии, вокруг неё разгорались нешуточные страсти из-за претенциозного названия — НАШКРЫМ. Тема вызвала бурную полемику в социальных сетях. Одни обвиняли создателей проекта в поддержке политики современного российского руководства, указывая на созвучие названия с популярным российским лозунгом «КРЫМНАШ». Другие, наоборот, ставили в упрек оппозиционность антитезы тому же лозунгу. Третьи категорически заявляли, что в сегодняшних реалиях непозволительно занимать миротворческую позицию по отношению к крымским событиям.
Так, например, из-за названия антологии изъяли свои тексты Герман Лукомников, Борис Херсонский и еще несколько менее известных поэтов.
Однако инициаторы проекта жёстко отстаивали как его название, так свою точку зрения.
«Сегодня в реальной жизни льется и так много крови, так что не хватает еще, чтобы она лилась под обложкой поэтического сборника. И в этом — позиция авторов антологии, которые представлены стихами о Крыме. И только стихами о Крыме», — заявляют они в манифесте проекта НАШКРЫМ.
«В сборнике, действительно, представлены авторы с различными, порой диаметрально противоположными, позициями в отношении крымского вопроса. О чем они открыто заявляют. Однако, несогласие друг с другом по этому поводу не помешало им принять участие в общем поэтическом проекте. Это в очередной раз подтверждает, что культура, в частности поэзия, является объединяющим фактором», — отмечает литературный портал Сетевая Словесность.

## Авторы антологии НАШКРЫМ
| - Наталия Азарова (Россия) - Татьяна Аинова (Украина) - Михаил Айзенберг (Россия) - Владимир Алейников (Россия) - Алексей Александров (Россия) - Максим Амелин (Россия) - Виталий Амурский (Франция) - Владимир Аристов (Россия) - Ирина Аргутина (Россия) - Олег Бабинов (Россия) - Константин Бандуровский (Россия) - Полина Барскова (США) - Евгения «Джен» Баранова (Крым) - Игорь Белов (Россия) - Юрий Бердан (США) - Сергей Бирюков (Германия) - Татьяна Бонч-Осмоловская (Австралия) - Григорий Брайнин (Украина) - Михаил Бриф (США) - Александр Бубнов (Россия) - Евгений Бунимович (Россия) - Дмитрий Бураго (Украина) - Андрей Василевский (Россия) - Герман Виноградов (Россия) - Герман Власов (Россия) - Александр Воловик (Россия) - Ольга Воронина (Россия) - Александр Габриэль (США) - Дмитрий Гаранин (США) - Изяслав Гершмановских (США) | - Валентина Гиндлер (США) - Дмитрий Григорьев (Россия) - Полина Громова (Россия) - Владимир Гутковский (Украина) - Данила Давыдов (Россия) - Вероника Долина (Россия) - Дмитрий Драгилёв (Германия) - Василий Дробот (Украина) - Ирина Евса (Украина) - Ирина Ермакова (Россия) - Дмитрий Замятин (Россия) - Николай Звягинцев (Россия) - Ирина Иванченко (Украина) - Елена Исаева (Россия) - Александр Кабанов (Украина) - Геннадий Каневский (Россия) - Катя Капович (США) - Геннадий Кацов (США) - Елена Кацюба (Россия) - Константин Кедров (Россия) - Галина Климова (Россия) - Кирилл Ковальджи (Россия) - Валерия Коренная (США) - Виктор Кривулин (Россия) - Наталья Крофтс (Австралия) - Сергей Круглов (Россия) - Юрий Кублановский (Россия) - Анатолий Кудрявицкий (Ирландия) - Александр Курбатов (Россия) - Борис Кутенков (Россия) - Александр Кушнер (Россия) | - Александр Лаврин (Россия) - Гари Лайт (США) - Михаил Лаптев (Россия) - Борис Левит-Броун (Италия) - Рафаэль Левчин (США) - Игорь Лёвшин (Россия) - Света Литвак (Россия) - Александр Люсый (Россия) - Михаил Мазель (США) - Александр Макаров-Кротков (Россия) - Мария Максимова-Столпник (Россия) - Ирина Машинская (США) - Вадим Месяц (США) - Станислав Минаков (Украина) - Татьяна Михайловская (Россия) - Сергей Новиков (Крым) - Хельга Ольшванг (США) - Алексей Парщиков (Россия) - Александр Переверзин (Россия) - Андрей Полонский (Россия) - Андрей Поляков (Крым) - Ян Пробштейн (США) - Виталий Рахман (США) - Татьяна Ретивова (Украина) - Андроник Романов (Россия) - Илья Рывкин (Германия) - Евгений Сабуров (Крым) - Вера Сажина (Россия) - Генрих Сапгир (Россия) | - Валерий Сафранский - Александра Сашнева (Россия) - Наташа Северин (США) - Игорь Сид (Россия) - Валерий Силиванов (Россия) - Юлия Скородумова (Россия) - Сергей Скорый (Украина) - Евгений Степанов (Россия) - Владимир Строчков (Россия) - Дмитрий Сумароков (Латвия) - Сергей Сутулов-Катеринич (Россия) - Андрей Тавров (Россия) - Марина Тёмкина (США) - Александр Ткаченко (Россия) - Анна Хальберштадт (США) - Евгений Харитонов (Россия) - Валерий Чепурин (Крым) - Наталья Черных (Россия) - Феликс Чечик (Израиль) - Михаэль Шерб (Германия) - Александр Шишкин (Россия) - Ася Шнейдерман (Россия) - Эдуард Шнейдерман (Россия) - Максим Д. Шраер (США) - Давид Шраер-Петров (США) - Глеб Шульпяков (Россия) - Андрей Щербак-Жуков (Россия) - Руслан Элинин (Россия) - Борис Юдин (США) - Ефим Ярошевский (Украина) |

## Оценки издания
Радио «Свобода» посвятило выходу антологии круглый стол, в ходе которого поэт, культуролог и литературный критик Данила Давыдов, в частности, заявил:

«Было очевидно, что поэты должны совершить какое-то действие по отношению к политическим глупостям, происходящим в этом мире. Просто обидно, когда некоторые из представителей поэтического сообщества принимают некоторые из политических позиций — либо украинскую, либо российскую — за истину в последней инстанции (притом что сам я в целом на стороне Украины). Поэты, пишущие на русском языке, в некотором смысле морально обязаны ответить на это, объяснив, что Крым всегда был территорией свободы, территорией любви, всегда был местом, не зависящим ни от чего.»

Там же стипендиат фонда Иосифа Бродского (2009) и лауреат премии «Московский счёт» (2013) Николай Звягинцев отметил:

«Тут собраны очень разные люди — разные по поэтике, по мироощущению, даже по возрасту: разрыв между самым старшим и самым младшим автором — лет 60, наверное, если не больше. Это здорово, что люди объединились во имя одной идеи и дали свои стихи.»
 .
Вот что пишет о проекте писатель и литературовед, профессор литературы Бостонского колледжа Максим Д. Шраер:

«Антология НАШКРЫМ — это поэтический полуостров, пространство культуры, обитель муз. Девиз антологии: „Из геополитики в геопоэтику“. Насколько возможно такого рода глубокое погружение в ауру места — и насколько возможен уход из истории и политики — судите сами.».

Известный поэт и православный священник Сергей Круглов, одним из первых охарактеризовавший проект в своем блоге в Живом Журнале, написал следующее:

«Поэты нового проекта собрались, чтобы спеть о своём Крыме, том Крыме, который тоже жив на этой карте, и это замечательно. И поэты сии поступили не просто замечательно и красиво, но и правильно, в насущном злободневном практическом смысле...» 
По мнению историка А. Б. Ручкина, «миротворческий пафос сборника оказался похоронен в ходе последовавшего обсуждения», так как участники дискуссии заняли непримиримые позиции.